# 南薩摩市
南薩摩市（日语：／ Minamisatsuma shi */?）是日本鹿兒島縣轄下的城市，位於薩摩半島西岸。成立于2005年11月7日，由舊加世田市與川邊郡大浦町、坊津町、笠沙町、日置郡金峰町合併而成。位於附近的宇治群島與草垣群島兩個無人居住的群島也屬於本市轄區。

## 歷史

### 年表
- 1889年4月1日：實施町村制，現在的轄區在當時分屬川邊郡加世田村、東加世田村、西加世田村、西南方村、 阿多郡阿多村、田布施村。
- 1896年3月29日：阿多郡被併入日置郡。
- 1923年1月1日 ：西加世田村改名為笠砂村。
- 1924年1月1日：加世田村改制為加世田町。
- 1925年1月1日：東加世田村改制並改名為萬世町。
- 1940年11月10日 ：笠砂村改制為笠沙町。
- 1951年4月1日：大浦町從笠沙町分割獨立。
- 1953年10月15日：西南方村改名為坊津村。
- 1954年7月15日 加世田町和萬世町合併為加世田市。
- 1955年11月1日：坊津村改制為坊津町。
- 1956年9月30日：阿多村和田布施村合併為金峰町。
- 2005年11月7日 ：加世田市、笠沙町、大浦町、坊津町和金峰町合併為南薩摩市。

| 1889年4月1日      | 1889年-1910年                | 1910年-1930年                   | 1930年-1950年                   | 1950年-1970年                                        | 1970年-1990年                                        | 1990年-現在                  | 現在                         |
| ----------------- | ---------------------------- | ------------------------------- | ------------------------------- | ---------------------------------------------------- | ---------------------------------------------------- | ---------------------------- | ---------------------------- |
| 阿多郡 田布施村   | 1896年3月29日 日置郡田布施村 | 1896年3月29日 日置郡田布施村    | 1896年3月29日 日置郡田布施村    | 1956年9月30日 合併為金峰町                           | 1956年9月30日 合併為金峰町                           | 2005年11月7日 合併為南薩摩市 | 2005年11月7日 合併為南薩摩市 |
| 阿多郡 阿多村     | 1896年3月29日 日置郡阿多村   | 1896年3月29日 日置郡阿多村      | 1896年3月29日 日置郡阿多村      | 1956年9月30日 合併為金峰町                           | 1956年9月30日 合併為金峰町                           | 2005年11月7日 合併為南薩摩市 | 2005年11月7日 合併為南薩摩市 |
| 川邊郡 加世田村   | 川邊郡 加世田村              | 1924年1月1日 改制為加世田町     | 1924年1月1日 改制為加世田町     | 1954年7月15日 合併為加世田市                         | 1954年7月15日 合併為加世田市                         | 2005年11月7日 合併為南薩摩市 | 2005年11月7日 合併為南薩摩市 |
| 川邊郡 東加世田村 | 川邊郡 東加世田村            | 1925年1月1日 改制並改名為萬世町 | 1925年1月1日 改制並改名為萬世町 | 1954年7月15日 合併為加世田市                         | 1954年7月15日 合併為加世田市                         | 2005年11月7日 合併為南薩摩市 | 2005年11月7日 合併為南薩摩市 |
| 川邊郡 西加世田村 | 川邊郡 西加世田村            | 1923年1月1日 改名為笠沙村       | 1940年11月10日 改制為笠沙町     | 笠沙町                                               | 笠沙町                                               | 2005年11月7日 合併為南薩摩市 | 2005年11月7日 合併為南薩摩市 |
| 川邊郡 西加世田村 | 川邊郡 西加世田村            | 1923年1月1日 改名為笠沙村       | 1940年11月10日 改制為笠沙町     | 1951年4月1日 大浦村分村                              | 1961年11月1日 改制為大浦町                           | 2005年11月7日 合併為南薩摩市 | 2005年11月7日 合併為南薩摩市 |
| 川邊郡 西南方村   | 川邊郡 西南方村              | 川邊郡 西南方村                 | 川邊郡 西南方村                 | 1953年10月15日改名為坊津村 1955年11月1日改制為坊津町 | 1953年10月15日改名為坊津村 1955年11月1日改制為坊津町 | 2005年11月7日 合併為南薩摩市 | 2005年11月7日 合併為南薩摩市 |

## 交通

### 鐵路
目前轄區無鐵路經過，在過去曾有南薩鐵道（現在的鹿兒島交通）萬世線、鹿兒島交通枕崎線、鹿兒島交通知覽線通過，但階已停駛。
- 鹿兒島交通
  - 萬世線（1962年停駛）：加世田車站 - 薩摩萬世車站
  - 枕崎線（1984年停駛）：北多夫施車站 - 南多夫施車站 - 阿多車站 - 加世田車站 - 上加世田車站 - 內山田車站 - 上內山田車站 - 干河車站 - 津貫車站 - 上津貫車站 - 薩摩久木野車站
  - 知覽線（1965年停駛）：阿多車站 - 東阿多車站 - 花瀨車站 - 薩摩白川車站

## 觀光資源

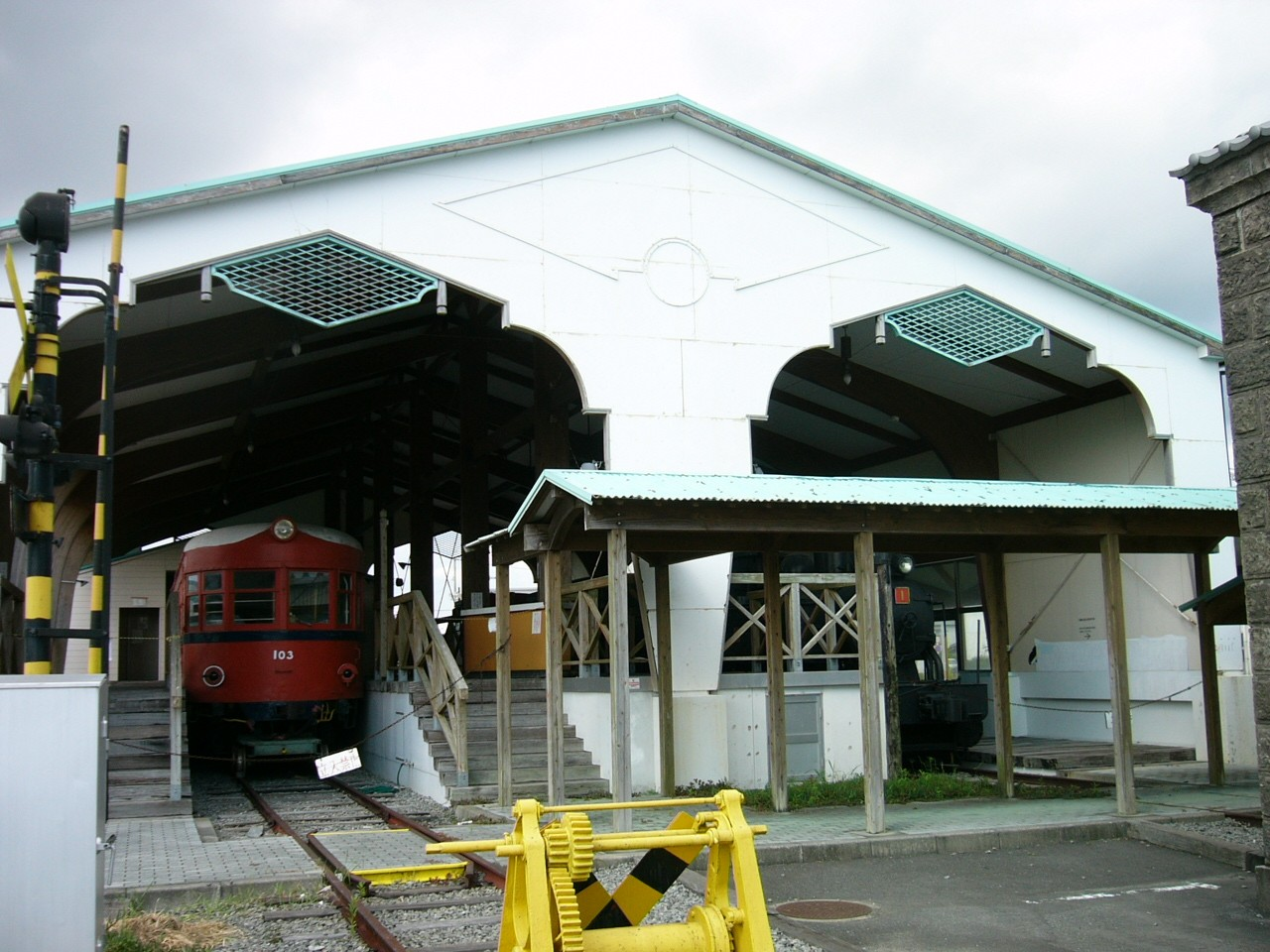
南薩鐵道記念館－車輛保存庫

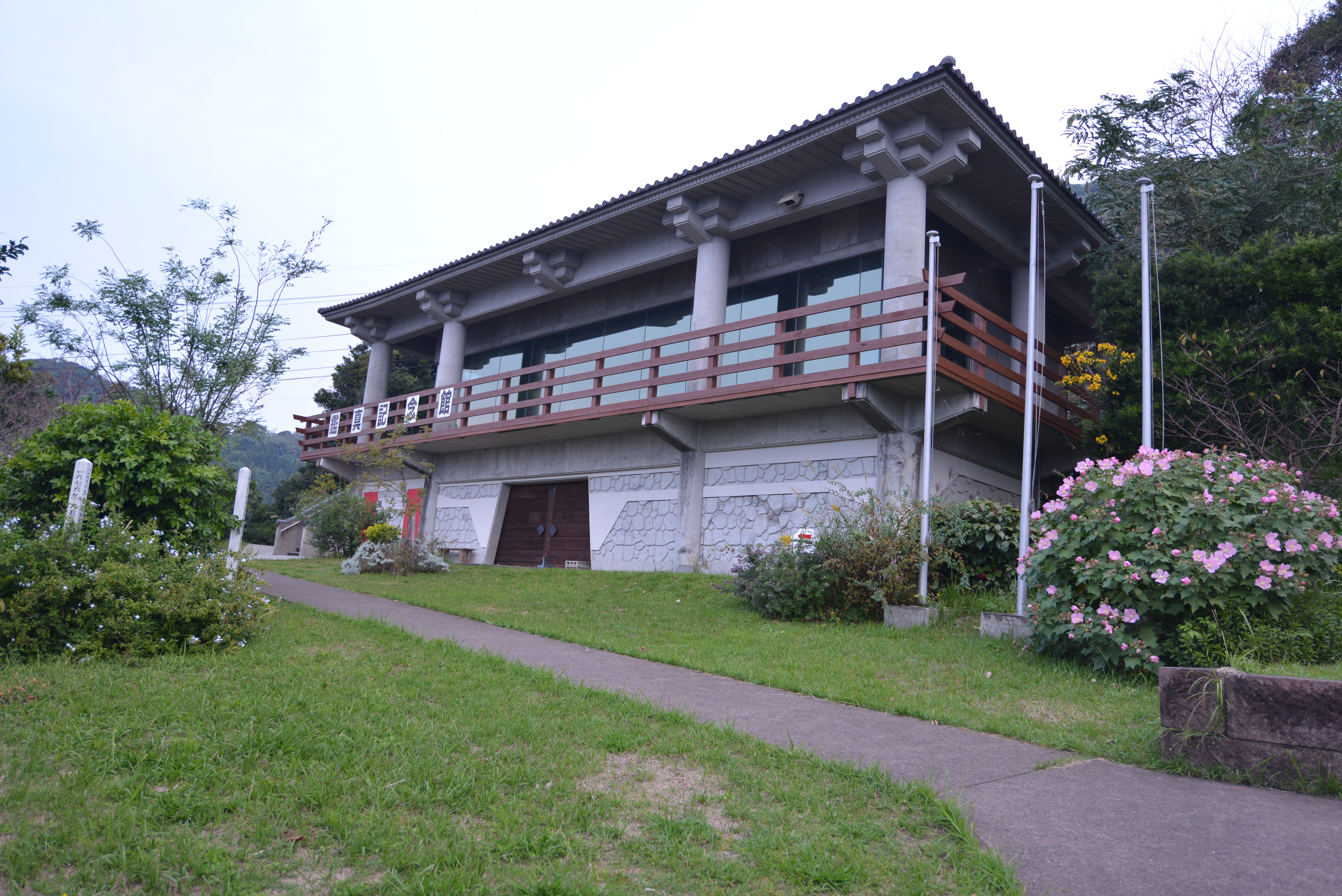
鑑真記念館

- 吹上濱海濱公園
- 萬世特攻和平祈念館
- 坊津歴史資料中心ー輝津館
- 縣史跡「一棄院跡」
- 國指定名勝「坊津」雙劍石
- 南薩鐵道記念館
- 大山祇神社
- 鑑真記念館

## 教育

### 高等學校
- 鹿兒島縣立加世田高等學校
- 鹿兒島縣立加世田常潤高等學校
- 鳳凰高等學校

## 本地出身之名人
- 西春彥：大正至昭和時期的日本外交官
- 小泉純也：前日本防衛廳長官、小泉純一郎之父
- 尾辻秀久：參議院議長、前厚生勞動大臣
- 宮路和明：眾議院議員
- 青野毅：職業棒球選手
- 大迫勇也：职业足球选手

## 外部連結
- （日語） 南薩摩市觀光導覽（页面存档备份，存于）
- （日語） 舊加世田市網站（页面存档备份，存于）
- （日語） 舊笠沙町網站（页面存档备份，存于）
- （日語） 舊大浦町網站（页面存档备份，存于）
- （日語） 舊坊津町網站（页面存档备份，存于）